# رخصة القيادة البريطانية

رخصة القيادة البريطانية

رخصة القيادة في المملكة المتحدة هي الوثيقة الرسمية التي تخول حاملها لقيادة أنواع مختلفة من السيارات على الطرق السريعة وبعض الطرق الأخرى التي يستطيع الناس الوصول إليها.  ويدار الترخيص في انكلترا واسكتلندا وويلز من قبل وكالة القيادة والمركبات أما في ايرلندا الشمالية من قبل وكالة القيادة والسيارات. رخصة القيادة  مطلوبة في المملكة المتحدة من قبل أي شخص يقود مركبة على الطريق السريع أو أي طريق آخر محدد في قانون المرور بغض النظر عن ملكية الأرض على الذي يمر الطريق منها.